# إتيان راؤول
إتيان راؤول (بالفرنسية: Étienne Fiacre Louis Raoul)‏ هو جراح وعالم نبات فرنسي، ولد في 23 يوليو 1815 في بريست في فرنسا، وتوفي بنفس المكان في 30 مارس 1852.